# Dorothy G. Downie
Dorothy G. Downie (1894 - 1960 ) fue una botánica y exploradora inglesa. Trabajó con el Prof. Dr. Macgregor Skene en el Departamento de Botánica de la Universidad de Aberdeen.
Estudió en la Universidad de Edimburgo obteniendo en 1917 su Bachelor of Science y en 1919 su maestría en forestales, siendo la primera mujer en obtenerlo. Defendió su tesis doctoral en la Universidad de Chicago en 1928. En 1927 recorrió a caballo las sierras occidentales de Cuba, recolectando cicadáceas.
- La abreviatura «Downie» se emplea para indicar a Dorothy G. Downie como autoridad en la descripción y clasificación científica de los vegetales.[2]